# 4.ª Divisão de Infantaria (Reino Unido)

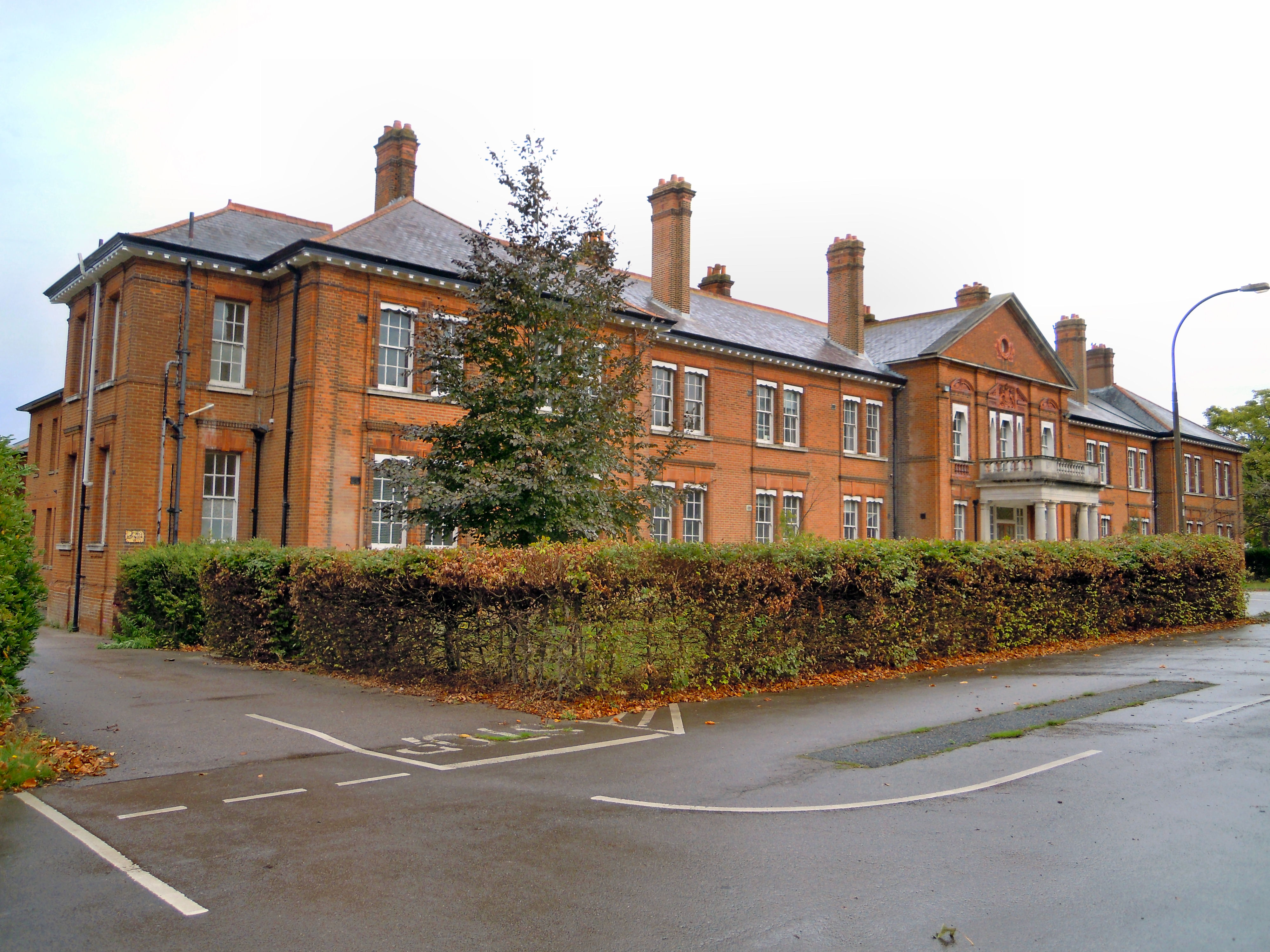
Quartel general da 4.ª Divisão de Infantaria

A 4.ª Divisão de Infantaria (4th Infantry Division) é uma divisão regular do Exército Britânico com uma longa história: esteve presente na Guerra Peninsular, na Guerra da Crimeia, na Primeira Guerra Mundial e na Segunda Guerra Mundial.
Foi originalmente formada em 1809 por Arthur Wellesley, 1.º Duque de Wellington para servir na Guerra Peninsular. Combateu na Batalha de Talavera, Batalha de Salamanca, Batalha de Badajoz, Batalha de Roncesvalles (1813) , Batalha de Vitoria, Batalha dos Pirenéus, Batalha de Orthez e Batalha de Toulouse (1814).
Na Batalha de Waterloo foi encarregue de dar segurança ao flanco direito de Wellington, não tendo tomado parte activa no combate, mas capturou Cambrai.
Na Guerra da Crimeia combateu ao lado de otomanos, franceses e sardo-piemonteses contra o Exército Imperial Russo. Esteve em acção na Batalha de Alma, Batalha de Inkerman e Batalha de Balaclava.
Esteve entre as primeiras divisões a serem enviadas para França como parte da Força Expedicionária Britânica na Primeira Guerra Mundial. Serviu na Frente Ocidental durante toda a guerra e participou nas grandes ofensivas incluindo a Batalha do Marne , Batalha de Ypres , Batalha do Somme e Batalha de Passchendaele.
Durante a Segunda Guerra Mundial foi enviada para França em conjunto com a 3.ª Divisão de Infantaria. Participou na Batalha de França e na Operação Dynamo. Durante a campanha da Tunísia, esteve envolvida na Operação Vulcão, o ataque final contra o Eixo no Norte de África. Esteve também envolvida na Campanha de Itália, e combateu na Batalha de Monte Cassino.
Em novembro de 1944 foi enviada para a Grécia, para dar assistência durante a Guerra Civil Grega.